# Вассаму

44°1′23″ пн. ш. 142°24′48″ сх. д. / 44.02306° пн. ш. 142.41333° сх. д.
Васса́му (яп. 和寒町, わっさむちょう, МФА: [wasamu̥ t͡ɕoː]) — містечко в Японії, в повіті Камікава округу Камікава префектури Хоккайдо. Станом на 1 жовтня 2008 року площа містечка становила 224,83 км². Станом на 31 березня 2017 населення містечка становило 3514 осіб.